# Distrito de Poroto
El Distrito de Poroto es el uno de los doce distritos que conforman la Provincia de Trujillo, ubicada en el departamento de La Libertad, bajo la administración del Gobierno regional de La Libertad, en el Perú. 
Desde el punto de vista jerárquico de la Iglesia católica forma parte de la arquidiócesis de Trujillo.

## Límites
El Distrito de Poroto limita al Norte con el distrito de Simbal y el distrito de La Cuesta (Provincia de Otuzco).
Limita al Sur con el distrito de 
Laredo.
Limita al Este con el distrito de Laredo.
Y limita al Oeste con los distritos de Otuzco y Salpo (Provincia de Otuzco).

## Historia
El caserío de Poroto, que pertenecía a la jurisdicción de Simbal, fue elevado a la categoría de distrito el 7 de marzo de 1964 por Decreto Ley n.º 14952, siendo entonces Presidente de la República Fernando Belaúnde Terry, que posteriormente es modificado por la Ley n.º 24313 del 21 de septiembre de 1985.

## Toponimia
El nombre de Poroto proviene o hace alusión precisamente a un fruto comestible, semejante a un pequeño fríjol denominado poroto.

## Geografía
Abarca una superficie de 276,01 km². Está ubicado en el Valle de Santa Catalina, provincia de Trujillo, Departamento de La Libertad. Su capital distrital es el centro poblado de Poroto que tiene la categoría de pueblo.

## División administrativa

### Pueblos
El distrito está conformado por dos pueblos urbanos: 
- Poroto
- Shirán.

### Caseríos
Se ubican 8 caseríos
| - Mochal - Casablanca - Dos de Mayo - Con Con | - Cushmún - Miñate - Platanar - Guayabito |

### Anexos
El distrito cuenta con treinta anexos:
| - California - Cambarra - Cambarrita - Campo Piura - Canseco - Cerro Carnaval - Cerro Castilla. - Chile Alto y Bajo - Cullampay - Cruz Blanca. | - El Arquito - El Tuco - Flor de Mayo - Las Cruces - La Cuchilla - La Cuesta - La Meseta - La Soledad - La Tranca - Loma Colorada | - La Capilla - Lomas del Panteón. - Maguey Verde. - Mishirihuanca - Mochalito - Pachillar - Pinguyo - San Antonio - San Bartolo. - Tallal |

Conviene señalar que hace varios años el municipio de Poroto viene atendiendo al poblado de Pagash en muchos de sus requerimientos, a pesar de que este pertenece al distrito de Salpo, provincia de Otuzco, pero que por su mayor cercanía a Poroto, participa en mayor medida de la dinámica de este distrito, lo que ha devenido que en el siglo XXI se venga tramitando un expediente de anexión territorial de este centro poblado al distrito de Poroto, la que de hacerse efectiva, Pagash pasaría a aumentar en 31 la lista de anexos del distrito.

## Población
Según los últimos datos obtenidos por el censo nacional realizado en el año 2007, este distrito cuenta con una población aproximada de 3 601 habitantes.
El distrito de Poroto es una localidad que no cuenta con problemas sociales comunes normalmente conocidos en una población urbana normal, es decir no está presente la drogadicción, la delincuencia, ni la violencia familiar.

## Autoridades

### Municipales
- 2023 - 2026[4]
  - Alcalde: Luis Miguel Valle Rodríguez, del Movimiento Regional Trabajo Más Trabajo
  - Regidores:

  1. Eva Sheley Enrique Vásquez (Movimiento Regional Trabajo Más Trabajo)
  2. Jorge Luis Silvestre Solano (Movimiento Regional Trabajo Más Trabajo)
  3. Estela Rosmery Gonzales Benites (Movimiento Regional Trabajo Más Trabajo)
  4. Benjamin Noé Ferrel Araujo (Movimiento Regional Trabajo Más Trabajo)
  5. Representante del Partido Político Renovación Popular

### Policiales
- Comisario:  PNP.

## Atractivos turísticos
Son visitados los poblados de Poroto y Shiran. Poroto posee un mirador llamado "cerro la cruz" de donde se puede obtener una vista panorámica del centro poblado. 
Tienen una zona de descanso y restaurantes de tipo campestre.

## Deporte
El Distrito de Poroto cuenta con la formación de la primera liga deportiva: Liga Deportiva de Karate Distrital de Poroto (2020), con afiliación a la Federación Deportiva Peruana de Karate e Inscrita en los Registros Nacional de Deporte - RENADE - IPD. 
Siendo la disciplina de Karate la primera Institución en formalizarse como tal. 